# Associated Aviation
Associated Aviation – nigeryjska linia lotnicza z siedzibą w Lagos. Została założona w 1996 roku i obsługuje połączenia pasażerskie i cargo w Nigerii oraz w Afryce Zachodniej. Głównym węzłem jest Port lotniczy Lagos.

## Połączenia[1]
- Nigeria
  - Abudża
  - Benin City
  - Calabar
  - Ibadan
  - Lagos
  - Makurdi

## Flota
- 2 BAe 125-700
- 2 Boeing 727-200F
- 4 Embraer 120 "Brasilia"
- 1 Lear 45 XR[2]